# مقتنيات النبي محمد
مقتنيات النبي محمد ﷺ هي جملة من أغراضه ومقتنياته من أسلحة ودواب وغيرها.

هناك شك في نسبة هذه المقتنيات إلى النبي محمد ﷺ فالكثير منها ضاع خلال الحروب والفتن. ولم يرد من السنة الصحيحة ما يثبت نسبتها إلى النبي محمد إلا أنها ذكرت في بعض كتب التاريخ. ولا وجود لهذه الآثار الآن؛ لتطاول الزمن الذي تبلى معه هذه الآثار وتزول؛ ولعدم الدليل على ما يُدَّعى بقاؤه منها بالفعل.

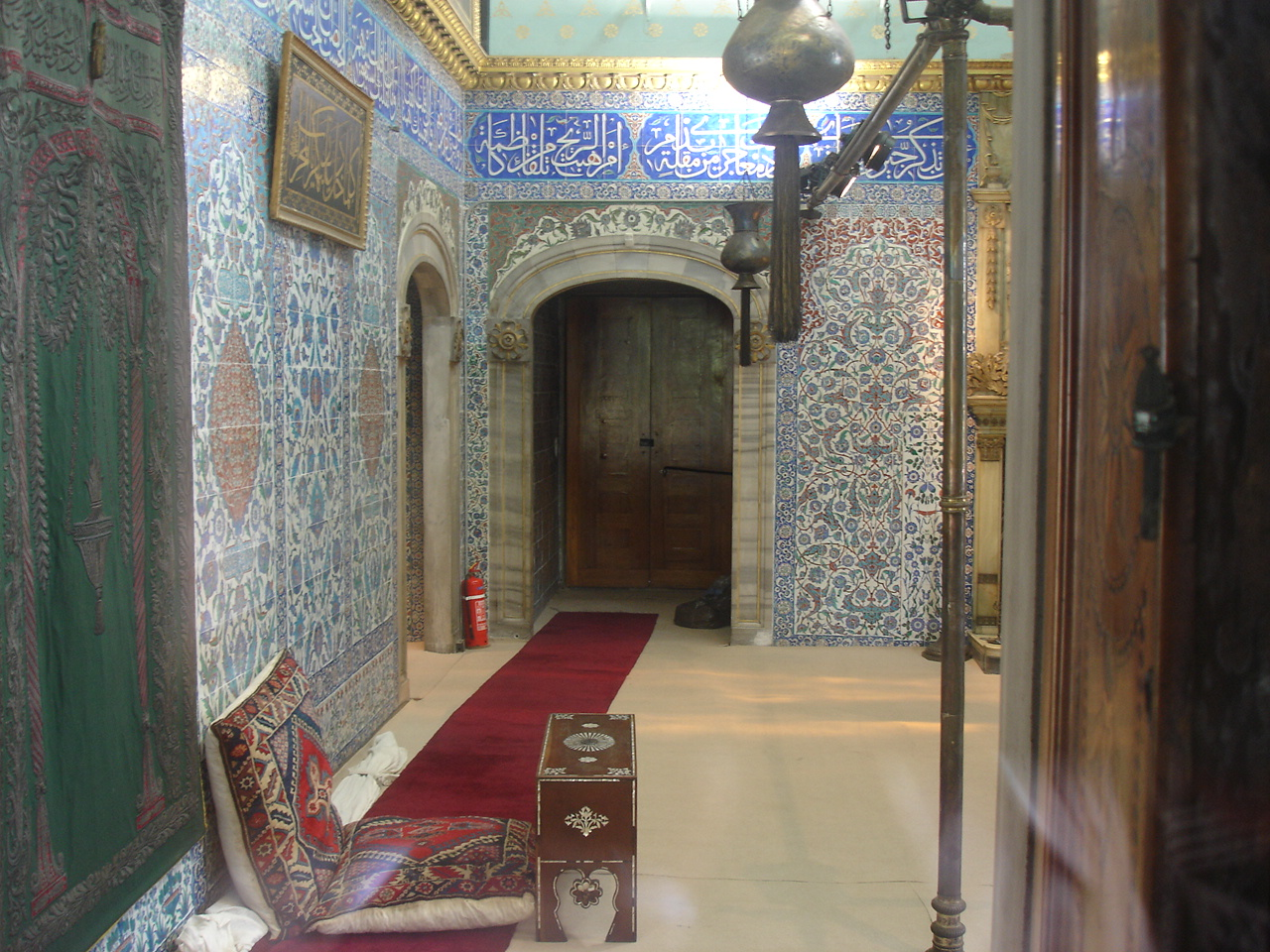
إطلالة من نافذة مغلقة لغرفة الوشاح المقدس في قصر توبكابي بإسطنبول، في الفناء الرابع. 27 مايو 2006.

يقول العلامة أحمد تيمور باشا - بعد أن سرد الآثار المنسوبة إلى النبي ﷺ بالقسطنطينية في (إسطنبول) ـ: لا يخفى أن بعض هذه الآثار محتمل الصحة؛ غير أنّا لم نرَ أحداً من الثقات ذكرها بإثبات أو نفي، فالله سبحانه أعلم بها، وبعضها لا يسعنا أن نكتم ما يخامر النفس فيها من الريب ويتنازعها في الشكوك. 
وقد ذكر ابن طولون في كتابه " مفاكهة الخلان في حوادث الزمان " في حوادث سنة تسع عشرة وتسعمائة أن بعضهم زعم أنه يملك قدحاً وبعض عكاز للنبي ﷺ ، وأنه " تبيَّن أنهما ليسا من مقتنبات النبي محمد وإنما هما من أثر الليث بن سعد.
وقال السيوطي عن بردة النبي محمد (ثوبه):
وقد كانت هذه البردة عند الخلفاء يتوارثونها ويطرحونها على أكتافهم في المواكب جلوساً وركوباً، وكانت على المقتدر حين قتل وتلوثت بالدم، وأظن أنها فقدت في فتنة التتار، فإنا لله وإنا إليه راجعون.

## سيوفه
ملاحظة: لم يثبت في السنة الصحيحة من هذه السيوف سوى «ذو الفقار»: 
- ذو الفقار: هذا السيف غنمه النبي محمد ﷺ من غزوة وإنّ سبب التسمية سيف ذي الفقار لأنّه فيه حزوز مطمئنة على متنه. وكان يحبه حبا شديدا يكاد لا يفارقه وقد اهداه لعلي بن ابي طالب. طول السيف مع المقبض 104 سم وطول المقبض 15 سم وطول النصل 89 سم والعرض عند المقبض 6 سم وعند الذؤابة 4.5 سم.

- المأثور: ورث الرسول ﷺ هذا السيف من ابيه وهو أول سيف ملكه رسول الله وأيضا مقبضه مرصع بالأحجار الكريمة كذالك الغمد. كتب على النصل عبد الله ابن المطلب. طول السيف مع المقبض 95 سم وطول المقبض 14 سم وعرضه عند المقبض 4 سم بينما طول النصل 81 سم وطوله عند الذؤابة 3.5 سم.

- البتّار: وقد غنم الرسول صلى الله عليه وسلم هذا السيف من بني قينقاع ويدعى أيضا بسيف الانبياء حيث كتب على النصل داود وسليمان وموسى وهارون واليسع وزكريا ويحيى وعيسى ومحمد عليهم السلام. كلمة البتار تعني القاطع غمده اسود ومن اعلاه نحاسي وأيضا من أسفله وطول السيف 101 سم.

- العَضب: وهو سيف اهداه سعد بن عبادة للرسول في غزوة أحد فاعطى الرسول هذا السيف لسماك بن خرشة (أبو دجانة) ليعرض قوة وصلابة ومتانة أناقة الإسلام والمسلمين أمام القرشيين ومعنى العضب يعني الحاد.

- الحتف: غنمه من بنو قينقاع وهو أثقل السيوف واعطاه لعلي بن أبي طالب والحتف تعني الموت وطوله 112 سم وطول النصل 98 سم وطول المقبض 14 سم العرض عند المقبض 8 سم وعند الذؤبة 4 سم. صنع هذا السيف داود وهو مشابه للبتار لكنه أكبر قليلا منه.

- قلعي: هذا السيف أحد السيوف الثلاثة التي غنمها الرسول من بنو قينقاع.كتب على صفحة النصل فوق قبضته «هذا السيفُ المشَرَفي لبيت محمد رسول الله» هذا السيف يمتاز عن غيره من سيوف رسول الله صلى الله عليه وسلم بأن له قبضة بها إنحاء مميز بالتصميم. طوله 114 سم وطول مقبضه 13 سم وطول النصل 91 سم والعرض عند المقبض 5.5 سم وعند الذؤابة 4.5 سم.

- القضيب: السيف هذا نحيف النصل كما قيل يشبه الطريق كان سيف دفاع أو رفيق المسافر ولكنّه لم يستخدم لحرب كتب على صفحة النصل بالفضّة (لا إله إلا الله محمد رسول الله - محمد بن عبد الله بن عبد المطلب). طول السيف 100 سم وطول النصل 86 سم وطول مقبضه 14 سم وعرضه عند المقبض 2.8 سم وعند الذؤابة 2.2سم.

- المخذم: تقرير يشير أن السيف قد أعطاه الرسول إلى علي بن أبي طالب وتوارثه ابناؤه. هناك تقرير اخر يقول أن السيف غنِمه علي كرم الله وجه في غارة بالشّام. طول نصل السيف 97سم.

## رماحه
- المثوى
- المثنى
- رمحان اخران لم يذكر اسمهما

## تروسه
- الذلوق
- القنق
- يروى أنّه أهديَ ترساً عليه صورة تمثال فوضع النبي يده عليه فاذهب الله عنه هذا التمثال. [3]

## دروعه
- ذات الفضول
- ذات الحواشي
- فضة
- السفدية
- البثراء
- الخرنق

## أقواسه
- الصفراء
- الكتوم
- شوحط
- الزوراء
- الروحاء
- السداد

## الأفراس
- سَكْب، وهو أول فرس ملكه، سمي بذلك لسرعة جريه.
- لِزَاز.
- ظَرِب.
- سَبْحَة.
- مُرْتَجِز.
- وَرْد.
- لَحِيْف.
- مُلاَوِح.
- الطِّرْف.
- ضَرْس.
- شَحَا.
- مَنْدُوب.
- مِرْوَاح.
- بَحْر.
- أَدْهَم.
- نَجِيْب.
- أَبْلَق.
- مُرْتَجِل.
- يَعْسُوب.
- سِرْحَان.
- الْعُقَّال.
- سِجْل.
- يَعْبُوب.

## البغال
- بغلة أهداها له الأكيدر.
- بغلة أهداها له النجاشي.
- دُلْدُل.
- فِضَّة.
- الأَيْلِيَّة.

## الإبل
- الْحِنَّاء.
- عُرَيِّس.
- بُغُوم.
- السَّمْرَاء.
- بُرْدَة.
- الْمَرْوَة.
- السَّعْدِيَّة.
- حَفِدَة.
- مُهْرَة.
- الْيَسِيْرَة.
- زَيَّاء.
- الشَّقْرَاء.
- الصَّهْبَاء.
- العَضْبَاء.
- الجَدْعَاء.
- الْقَصْوَاء.

## الحمير
- عُفَيْر.
- يَعْفُور.
- حمار أهداه له سعد بن عبادة.